# Kirstine Meyer
Kirstine Bjerrum Meyer (12. oktober 1861 i Skærbæk – 28. september 1941 i Hellerup) var en dansk lærer og fysiker. Sammen med Hanna Adler var hun den første kvindelige fysiker i Danmark. Hun arbejdede som lærerinde og var med til at ændre den naturvidenskabelige undervisning på de danske læreanstalter.

## Liv og karriere

### Opvækst
Kirstine Bjerrum blev født i Skærbæk som datter af farver og gårdejer Niels Janniksen Bjerrum (1826-80) og Christiane Degn (1826-77). Skærbæk lå dengang syd for den dansk-tyske grænse på grund af krigsnederlaget i 1864, og opvæksten i Sønderjylland blev i høj grad præget af dette; både faderen og moderen deltog i arbejdet for den danske sag og var aktive i højskolebevægelsen. Hun var desuden grandtante til kemikeren Jannik Bjerrum (1909-1992), der var far til Niels Bjerrum (født 1940) og Morten Jannik Bjerrum er professorer i hhv. uorganisk- og materialekemi på Danmarks Tekniske Universitet, og biouorganisk kemi på Københavns Universitet.
Kirstine Bjerrum tog som 18-årig til København efter at have mistet begge sine forældre. Her boede hun hos storebroderen Jannik Bjerrum i et hjem, der var samlingssted for naturvidenskabeligt interesserede personer, og dette kom til at vække den interesse for de eksakte fag, der sidenhen skulle gøre hende til en pioner blandt kvindelige fysikere.
Det var ligeledes i broderens hjem, at hun traf matematikeren Adolph Constantin Meyer (født 20. maj 1854 på Børglum kloster), som hun blev gift med 7. november 1885. De fik en søn Johannes Meyer i sommeren 1896.
Allerede som 35-årig blev Kirstine Meyer 18. december 1896 enke og dermed eneforsørger for deres søn Johannes, der barndommen igennem tilbragte meget tid i Jannik Bjerrums hjem med fætre og kusiner – især når Kirstine Meyer var på rejse som censor eller på ferie – ofte vandreferier i Østrig med de to naturvidenskabelige veninder Hanna Adler (som livet igennem var til stor inspiration for Kirstine Meyer[kilde mangler]) og Thyra Eibe.

### Uddannelse
I 1882 tog Kirstine Meyer eksamen fra Nathalie Zahles skole som lærerinde, i 1885 blev hun student sammesteds, og samme år påbegyndte hun studier på Københavns Universitet. I 1892 tog hun eksamen som magister og blev dermed sammen med Hanna Adler de første kvindelige fysikere i Danmark.
I 1899 fik Kirstine meyer Videnskabernes Selskabs guldmedalje for artiklen Om overensstemmende Tilstande hos Stofferne. Artiklen blev trykt i 1900 og var en sammenlignende undersøgelse af 30 forskellige stoffer mht. tryk, rumfang og temperatur. Hun forsvarede sin doktordisputats i 1909 på en afhandling om Temperaturbegrebets Udvikling gennem Tiderne og blev således den første kvinde i Danmark, der fik en filosofisk doktorgrad i et naturvidenskabeligt emne. Afhandlingen (som i øvrigt fire år senere blev udgivet i bogform i Tyskland), gennemgik forskellige forestillinger om varmens natur, og Kirstine Meyer påviste blandt andet, at grundlaget for den nutidige temperaturmåling, der baseres på de to faste fikspunkter is' smeltepunkt og vands kogepunkt, ikke stammer fra den polske videnskabsmand Fahrenheit, som man hidtil havde troet, men fra danskeren Ole Rømer[kilde mangler].

### Undervisningskarriere
I perioden 1885-1909 var Kirstine Meyer tilknyttet N. Zahles skole som lærerinde i naturlære, og havde her ry som en inspirerende og kyndig underviser.[kilde mangler] Inspireret af en pædagogisk rejse til London gik hun som noget helt nyt i Danmark ind for, at eleverne i undervisningen skulle gøre sig erfaringer gennem praktiske forsøg.
I undervisningsåret 1892-93 var Kirstine Meyer vikar på Metropolitanskolen, der var en ren drengeskole,, og hun kunne som kvinde derfor ikke få fast ansættelse.
I 1893 havde veninden Adler året efter sin eksamen åbnet sin egen H. Adlers Fællesskole (fra 1919 til 1992 Sortedam Gymnasium) på Sortedams Dossering i København efter amerikansk forbillede, hvor piger og drenge skulle undervises sammen. Her underviste Kirstine Meyer i årene fra 1900 til 1930 og bidrog til skolens fortjeneste som et af de første steder, hvor piger blev undervist fuldstændigt ligestillede med drenge. Undervisningen foregik de første år parallelt med undervisningen på N. Zahles Skole, og i 1920 blev hun lektor samme sted.
I 1902  udgav hun lærerbogen Lille Naturlære for 12-14 års-elever, der indeholdt grundlæggende fysik, og hun grundlagde Fysisk Tidsskrift, som blev et forum for diskussioner om undervisningsmæssige spørgsmål, og samtidig orienterede om nye landvindinger inden for fysikken (fx radioaktive stoffer og deres stråling). hun redigerede tidsskrifttet frem til 1913. 
Meyer var medlem af flere udvalg, der behandlede Skoleloven af 1903, og det er blandt andet hendes fortjeneste[kilde mangler], at fysikundervisningen blev gjort mere eksperimentel samtidig med, at der indførtes elevøvelser. Meyer skrev forskellige afhandlinger om Rømer. Sammen med Thyra Eibe, der var latinkyndig, studerede hun Rømers latinske håndskrift Adversaria, som indtil da havde været opbevaret upåagtet på Københavns Universitets Bibliotek. Adversaria blev genudgivet i 1910 og afslørede Rømers viden inden for astronomi, fysik, matematik og konstruktion.
I 1908 blev hun leder af faglærerindernes praktisk-pædagogiske uddannelse, og året efter blev hun medlem af eksamenskommissionen for seminarierne. Efter 1909 fortsatte Kirstine Meyer som censor ved N. Zahles skole i en årrække.
I 1910 blev hun udnævnt til faglig medhjælper for undervisningsinspektøren for gymnasierne. Hun var blevet forbigået i 1903 af Martin Clarentius Gertz, selvom hendes lærer og professor C. Christiansen havde indstillet hende som sin efterfølger. Hun bestred stillingen helt til 1932, undervejs beundret og ind imellem frygtet. Kirstine Meyer nævnte selv, at det som kvinde dengang var svært at avancere; "Kvalifikationerne maatte i saa Tilfælde ligge et godt Stykke over Konkurrenternes. Dog – heri er jo en nyttig Spore til Dygtiggørelse."[kilde mangler]
I 1916 blev hun udnævnt til formand i bestyrelsen for faglærerinde- og faglærereksamen. og i årene 1919-23 var hun medlem af den store skolekommission. Fra 1928 var hun formand for censorerne i fysik ved Kbh.s Universitets skoleembedseksamen.
I 1920 udgave Kirstine Meyer i 100-året for H.C. Ørsteds opdagelse af elektromagnetismen hans Naturvidenskabelige Skrifter og to egne afhandlinger om videnskabsmanden; The Scientific Life and Works of H.C. Ørsted og H.C. Ørsteds Arbejdsliv i det danske Samfund.
I 1933 udgav hun som 72-årig skriftet Erasmus Bartholin om Rømers svigerfader, videnskabsmanden Rasmus Bartholin.

## Hædersbevisninger
- 1899 Videnskabernes Selskabs guldmedalje
- 1920 Fortjenstmedaljen i guld
- 1925 Tagea Brandts Rejselegat

En kreds af venner og slægtninge oprettede efter hendes død i 1942 et legat med navnet "Lektor, Dr.phil. Fru Kirstine Meyer, f. Bjerrum's Mindelegat", som skulle uddeles til unge lovende danske studerende eller kandidater til fremme af deres uddannelse eller deres forskning. Legatet uddeles af Selskabet for Naturlærens Udbredelse og kan ikke søges.
- 9. december 1986 navngav DSB det nyleverede elektriske lokomotiv Litra EA 3007 Kirstine Meyer [2]